# Найсемюнде
Найсемюнде (нем. Neißemünde) — община в Германии, в земле Бранденбург. 
Входит в состав района Одер-Шпре. Подчиняется управлению Нойцелле.  Население составляет 1761 человек (на 31 декабря 2010 года). Занимает площадь 41,77 км².
Коммуна подразделяется на 4 сельских округа.